# إيرول درابر
إيرول درابر (بالإنجليزية: Errol Draper)‏ (27 سبتمبر 1934 في جنوب أفريقيا - ) هو لاعب كريكت جنوب أفريقي. لعب مع Eastern Province (cricket team) ‏ وNorthern Cape (cricket team) ‏.

## وصلات خارجية
- إيرول درابر على موقع إي آس بي آن كريك إنفو (الإنجليزية)